# Broccolo friariello di Napoli
Il broccolo friariello di Napoli, o friariello è una varietà di Brassica rapa subsp. sylvestris riconosciuta come uno dei prodotti agroalimentari tradizionali italiani della Campania.
Tipici della cucina napoletana, nella quale vengono generalmente preparati soffritti. Non vanno confusi con i friggitelli, peperoni nani verdi dolci campani, anch'essi consumati fritti.

## Etimologia
Secondo alcuni il nome friariello deriva dallo spagnolo "frio-grelos" (broccoletti invernali), mentre altri ritengono che derivi dal verbo napoletano frìjere (friggere).

## Uso in cucina
I friarielli vengono generalmente preparati soffritti in olio d'oliva con aglio, sale e poco peperoncino rosso piccante. In questa forma non richiedono una preventiva lessatura, anche se alcuni la preferiscono per conferire al piatto finale una maggior tenerezza.

## Come si mangiano
Nella cucina napoletana i friarielli formano un binomio quasi indissolubile con la salsiccia, di cui rappresentano il contorno tradizionale. Come cibo da strada, le paninerie vendono infatti panini farciti al momento con salsiccia e friarielli. Nelle pizzerie napoletane non manca mai sul menu anche la pizza con salsiccia, friarielli, grana grattugiato e fiordilatte (da alcuni chiamata "pizza alla carrettiera"). Nelle rosticcerie e in alcuni panifici si preparano pizze ripiene (calzoni) con salsiccia e friarielli. Nelle friggitorie si produce la versione fritta di tale calzone.

## Zona di produzione
I friarielli sono coltivati prevalentemente nelle aree interne della Campania, soprattutto nella zona nord-est di Napoli, in particolare nei comuni di Volla, Acerra, Afragola, Caivano, Cardito, Casoria e Sant'Antimo, nella fascia appenninica (province di Avellino, Benevento), nell'agro nocerino-sarnese, nella provincia di Caserta a Aversa, Mondragone, e nella piana del Sele (Salerno).
Una volta erano coltivati anche nel capoluogo, in particolare nel quartiere collinare del Vomero, che era infatti noto come "il colle dei friarielli".